# San Antonio de Esmoruco
San Antonio de Esmoruco es una localidad y municipio de Bolivia, ubicado en la provincia de Sud Lípez en el departamento de Potosí. El municipio tiene una superficie de 6.742 km² y cuenta con una población de 2.284 habitantes (según el Censo INE 2012).
Se puede llegar a la localidad por medio de un camino no asfaltado, desde Uyuni (237 km), o desde Tupiza (250 km). Por otro lado se encuentra a 49 km de la localidad de San Pablo de Lípez.

## Historia
La provincia Sud Lípez fue fundada el 4 de diciembre de 1885, creada bajo la presidencia de Gregorio Pacheco, con su capital San Pablo de Lípez, que contaba con dos cantones San Antonio de Lípez y Guadalupe correspondiendo esta última a la región que hoy ocupa el municipio de San Antonio de Esmoruco. Finalmente, la tercera sección de la Provincia Sud Lípez fue creada mediante ley el 20 de octubre de 1984, con sus 2 cantones, San Antonio de Esmoruco y Guadalupe.

## Geografía

### Relieve topográfico
El poblado se establece longitudinalmente paralelo al río y en su rivera, teniendo accidentes topográficos en sus laderas en ambos lados y con pendientes pronunciadas. También longitudinalmente le flanquean grandes cadenas de montaña, las cuales presentan pendientes pronunciadas. Solo en la rivera del río se presentan pendientes suaves en su curso.
El territorio del municipio está localizado en un intervalo altitudinal que varía entre los 3.580 a 4.460 m s. n. m., teniendo como el mayor pico elevado el cerro Morok’o con 5681 m s. n. m., seguido del Cerro Mesada Negra con 5527 m s. n. m., mientras que en menor nivel de altura con respecto al nivel del mar está localizado en la comunidad de Río Mojón con 3580 m s. n. m.

### Límites territoriales
El municipio de San Antonio de Esmoruco limita al norte y al oeste con el municipio de San Pablo de Lípez, al este con el municipio de Mojinete y al este y al sur con la República Argentina.

## Demografía
De acuerdo con el censo boliviano de 2024, la población del municipio de San Antonio de Esmoruco es de 1 941 habitantes.
La población del municipio ha aumentado en tres cuartas partes en las últimas tres décadas:
| Año  | Habitantes (municipio) | Fuente |
| ---- | ---------------------- | ------ |
| 1992 | 1 109                  | Censo  |
| 2001 | 1 666                  | Censo  |
| 2012 | 2 284                  | Censo  |
| 2024 | 1 941                  | Censo  |

El índice de crecimiento poblacional, para el periodo intercensal 1992 - 2001, es del 4.4 % al año.

## Actividades económicas
La principal actividad económica es la agricultura y la cría de camélidos (llamas). Como actividad secundaria se ocupan del turismo, existen algunos albergues simples. 

## Viviendas
La característica de las viviendas son del tipo colonial en algunas y otras son rurales y las más una simple vivienda rústica. Todas con un centro habitacional que es un patio, el cual es el distribuidor para el acceso a las habitaciones. Los materiales empleados en la construcción son el adobe en muros, la teja y calamina en cubiertas, los revestimientos son barro y yeso interiormente y barro en exteriores; los pisos una parte tiene cemento y la otra son de tierra compactada.

## Atractivos turísticos
Los principales atractivos turísticos de la localidad y alrededores son:
- Capitán Roberto. El nombre del atractivo se debe a las formaciones rocosas que muestran el perfil de un hombre con sombreo. El sito muestra además vertientes de agua, flora y fauna de la región.

- Castillo Colorado: En el trayecto a este lugar se pueden observar huellas de suris petrificadas. Posiblemente estos suelos correspondan a sitios que en épocas pasadas se encontraban cubiertos por agua, donde se quedaron impresos para siempre el paso de algunos animales.

- Ciudad de Roma: Ciudad Roma o ciudad encantada como la llaman los pobladores del lugar, es un conjunto de formaciones geomorfológicas de diferentes colores, ubicados en lugares accidentados lo que favorece en la formación de figuras interesantes y atractivas a la vista. En el lugar existe variedad de flora y fauna. Gracias a las formaciones se crean diferentes microclimas que favorecen el crecimiento de especies vegetales.

- Complejo turísrico Laguna 8: El complejo turístico denominado “Laguna 8” incluye un recorrido de varios sitios que se complementan por sus características y potenciales naturales y paisajísticos. Entre otros se mencionan la laguna 8 que toma el nombre por su forma; un sitio con formaciones rocosas llamadas “zampoña” (instrumento musical característico de Bolivia conformado por varias cañas de diferentes tamaños que emiten sonidos al ser soplados). Lagunas Huancar de Vicuña que tiene la característica de cambiar de color según la estación, existen mitos y leyendas sobre esta laguna. En el recorrido se pueden observar formaciones geológicas muy interesantes y vertientes de aguas termales que, para que sean aprovechadas adecuadamente es necesario realizar intervenciones como abrir pozas y senderos adecuados. Además el Complejo Turístico así denominado por la comunidad de Guadalupe, “Mina Himalaya” ofrece la posibilidad de visitar los restos del campamento antiguo donde se reconocen las viviendas de los trabajadores de la mina de Himalaya que se encuentra en el cerro “Runa Miuorko” (cerro come hombres).

- Complejo turístico Puerta del Sol: El complejo Turístico Puerta del Sol, es un conjunto de formaciones rocosas con figuras interesantes para la vista del turista.

- Complejo turístico Trono de Leones: El complejo turístico Trono de Leones, es un conjunto de formaciones rocosas de diferentes tamaños y dimensiones. Existen diferentes mitos y leyendas respeto al lugar.

- Cueva Pata: Estas cuevas servían de hospedaje a los españoles que transitaban con ganado vacuno en la época colonial. En la parte superior de estas cuevas se encontraba un potrero donde los animales eran encerrados.

- Jatun Cueva: Jatun Cueva o conocida también como Cueva Grande, presenta chullpares de antiguas civilizaciones que habitaban en la zona.

- Kalatus Huayco: En el lugar se encuentran restos de chullpas ubicadas dentro de cuevas a lo largo del cañadón.

- Mirador toma K`Asa y Piedra Santa Rosa: El mirador Toma K`asa ofrece una visita completa de pueblo de San Antonio de Esmoruco, el recorrido, la visita al mirador y la Piedra Santa Rosa son atractivos que podemos apreciar, son de mucha importancia por su antigüedad y por todos los rituales que realizan en estos lugares.

- Molino de Oro: El lugar permite al visitante la observación de restos de chullpas de civilizaciones pasadas quienes se dedicaban a la orfebrería.